# Murtaz Daushvili
Murtaz Daushvili est un footballeur géorgien, né le 1er mai 1989 à Tbilissi. Il évolue au poste de milieu défensif à l'Anorthosis Famagouste.

## Palmarès
- FC Zestafoni
  - Champion de Géorgie en 2011.
  - Vainqueur de la Coupe de Géorgie en 2008.